# Ascalenia viviparella
Ascalenia viviparella is een vlinder uit de familie prachtmotten (Cosmopterigidae). De wetenschappelijke naam is voor het eerst geldig gepubliceerd in 1969 door Kasy.
De soort komt voor in Europa.